# 黒松巌
黒松巌（くろまついわお、1906年1月18日-1976年11月8日）は、日本の経済学者。

## 略歴
鹿児島市生まれ。第七高等学校造士館卒、1931年京都帝国大学経済学部卒、1960年「日本工業の構造」で京都大学経済学博士。1938年建国大学助教授、1944年教授、1948年同志社大学経済学部教授。59-61年経済学部長、1976年定年、名誉教授となる。

## 著書
- 『経済政策概論』有斐閣 1953
- 『工業経済学』有斐閣 1954
- 『中小工業史論』(新経済学選書)雄渾社 1956
- 『日本工業の構造』有斐閣 1960
- 『西陣機業 現状とその問題』京都市経済局 1969

### 共編
- 『伝統産業の近代化 京友禅業の構造』宗藤圭三共編 (同志社大学人文科学研究所研究叢書)有斐閣 1959
- 『西陣機業の研究』編 (同志社大学人文科学研究所研究叢書)ミネルヴァ書房 1965

### 翻訳
- E.A.G.ロビンソン『産業構造の基礎理論』有斐閣 1958
- E.A.G.ロビンソン『産業の規模と能率』有斐閣 1969